# لوكاس آند ستيف
لوكاس آند ستيف (بالإنجليزية: Lucas & Steve)‏ هو ثنائي دي جي هولندي مختص في موسيقى الهاوس يتكون من دي جي لوكاس دي فيرت وستيفن يانسن من ماستريخت.

## روابط خارجية
- لوكاس آند ستيف على موقع ميوزك برينز (الإنجليزية)
- لوكاس آند ستيف على موقع أول ميوزيك (الإنجليزية)
- لوكاس آند ستيف على موقع ديسكوغز (الإنجليزية)